# Amblypsilopus mollis
Amblypsilopus mollis är en tvåvingeart som först beskrevs av Octave Parent 1932.  Amblypsilopus mollis ingår i släktet Amblypsilopus och familjen styltflugor. Inga underarter finns listade i Catalogue of Life.